# Красниловка
Красниловка (укр. Краснилівка) — село в Камень-Каширской городской общине Камень-Каширского района Волынской области Украины.
Население по переписи 2001 года составляет 480 человек. Почтовый индекс — 44523. Телефонный код — 3357. Занимает площадь 1,95 км².